# Linia kolejowa Lhasa – Xigazê
Linia kolejowa Lhasa – Xigazê (chiń. 拉日铁路) – dwutorowa, niezelektryfikowana linia kolejowa o długości 253 km położona w Tybetańskim Regionie Autonomicznym. Łączy dwa największe miasta regionu Lhasę oraz Xigazê. Podróż na tej trasie zajmuje obecnie około trzech godzin. W przyszłości planowane jest przedłużenie do Nepalu. 

## Historia
Wraz z ukończeniem w 2006 roku linii kolejowej Xining – Lhasa, rozpoczęto planowanie jej przedłużenia do Xigazê. Budowa linii rozpoczęła się 26 września 2010 roku. Ze względu na trudną topografię trzeba było zbudować 29 tuneli i 96 mostów, co stanowiło 45,8% całkowitej długości nowo zbudowanej trasy. Prace budowlane zostały ukończone w lipcu 2014 roku. Koszty budowy wyniosły 13,3 miliarda juanów (około 1,6 miliarda euro). Z kosztem budowy 50 000 juanów (6100 euro) na metr, jest to najdroższa linia kolejowa zbudowana do tej pory w Chinach. Oficjalne otwarcie trasy odbyło się 16 sierpnia 2014 roku. Do obsługi linii skierowano spalinowe lokomotywy EDM JT56ACe przystosowane do jazdy w warunkach wysokogórskich. 

## Przyszłość
W 2015 roku ogłoszono, że trasa z Xigazê powinna zostać przedłużona o 540 km do Zongga (宗嘎镇), datę planowanego otwarcia wyznaczono na 2020 rok. W liście intencyjnym z czerwca 2018 roku podpisanym przez przewodniczącego ChRL Xi Jinpinga i premiera Nepalu Khadgę Prasad Oli, trasa zostanie przedłużona o kolejne 150 km do 2025 roku przez przejście graniczne Rasuwagadhi do Katmandu. Uruchomienie zaplanowano na 2025 rok.

## Stacje
- Lhasa (ལྷ་སའི་འབབ་ཚུགས་ / 拉萨)
- Lhasa South (拉萨南)
- Baide (白德)
- Xêrong (ཤེས་བྲོང། / 协荣)[5]
- Qüxü (ཆུ་ཤུར་རྫོང་། / 曲水县)
- Carag (ཚྭ་རགས། / 茶巴拉)[5]
- Nyêmo (སྙེ་མོ་རྫོང་ / 尼木)
- Karru (མཁར་རུ། / 卡如)[5]
- Rinbung (རིན་སྤུངས་རྫོང / 仁布)
- Dagzhuka (སྟག་གྲུ་ཁ། / 大竹卡)[6]
- Denggu (灯古)
- Jiqiong (吉琼)
- Kardoi (མཁར་སྟོད། / 卡堆)[5]
- Xigazê (གཞིས་ཀ་རྩེ / 日喀则)